# Баотоу
Баотоу е град в автономен район Вътрешна Монголия, Китай. Населението му е 2 650 364 жители (2010 г.). Площта му е 27 768 кв. км. Намира се на 1065 м н.в. Разделен е на 10 района. Средно в Баотоу вали 56,3 дни през годгодината.